# Koichi Wajima
Koichi Wajima, giapponese 輪島 功一 (Karafuto, 6 novembre 1943), è un ex pugile, personaggio televisivo e attore giapponese, fu più volte Campione del mondo dei pesi medi junior tra il 1971 e il 1976 a spese di Carmelo Bossi, Domenico Tiberia e Silvano Bertini.

## Biografia

### Primi anni
Wajima nacque nell'isola di Sakhalin, all'epoca giapponese, che divenne territorio sovietico quando aveva tre anni. Lui e la sua famiglia furono, quindi, profughi a Shibetsu, nell'isola di Hokkaidō, dove fu dato in adozione. Iniziò a lavorare come pescatore mentre frequentava la scuola media. Dopo il diploma si trasferì a Tokyo e lavorò brevemente come camionista prima di entrare in una palestra di pugilato.

### Carriera
Wajima ha debuttato come pugile professionista a 25 anni nel marzo 1968. Ha conquistato il titolo giapponese dei superwelter nel settembre 1969. Divenne rapidamente uno dei pugili più popolari in Giappone per il suo caratteristico montante definito il "salto del rospo". Ha difeso il titolo nazionale nove volte, perdendolo una volta sola ma riconquistandolo nell'incontro di rivincita. Nel frattempo era sceso nei pesi welter per subire la prima sconfitta dal campione mondiale WBC dei welter junior, il filippino Pedro Adigue, per KO alla prima ripresa.
Ha conquistato il titolo mondiale dei pesi medi junior, al primo tentativo, contro Carmelo Bossi il 31 ottobre 1971, sul ring casalingo di Tokyo. Il verdetto dopo in quindici riprese fu controverso, deciso per un solo punto dell'arbitro Valan. Questi, nel post-match, si disse convinto di aver attribuito la vittoria a Bossi.
Il 7 maggio 1972, a Fukuoka, mise per la prima volta in palio la cintura mondiale contro Domenico Tiberia. L'avversario andò al tappeto dopo soli 49 secondi dal gong iniziale. Contato, l'italiano andò ancora al tappeto e fu contato di nuovo. Rialzatosi, Wajima lo colpì sinché l'allenatore non lanciò l'asciugamano in segno di resa. Il verdetto ufficiale fu di KO dopo 1:49 della prima ripresa. Si è calcolato che Wajima abbia inferto a Tiberia ben ventisette pugni in circa un minuto e mezzo di incontro effettivo.
Difese il titolo complessivamente sei volte. Tra gli avversari anche l'ex Campione d'Europa Silvano Bertini che, alla dodicesima ripresa, già nettamente indietro con il punteggio, preferì abbandonare.
Lo perse il 3 luglio 1974 sul ring casalingo di fronte a 11.000 tifosi, per KO al 15º round contro Oscar Albarado, dopo essere stato atterrato tre volte all'ultima ripresa. Il match è stato inserito al 37º posto nella classifica di Ring Magazine (1996) dei 100 più grandi combattimenti di tutti i tempi. Riconquistò il titolo nella rivincita sette mesi dopo, sempre a Tokyo, ai punti con verdetto unanime, il 21 gennaio 1975.
Wajima è stato l'ultimo pugile unanimemente riconosciuto Campione mondiale dei pesi medi junior. Fu privato “a tavolino” del titolo da parte della WBC nel marzo 1975. Perse temporaneamente anche la versione WBA della cintura mondiale contro Jae-Doo Yuh per poi riconquistarla nel febbraio 1976, per KO al 15º round.
Tuttavia, alla successiva difesa, Wajima perse definitivamente anche il titolo WBA dai guantoni di José Durán per KO al 14º round. Ha combattuto l'ultima volta nel giugno 1977, tentando di riconquistare il titolo mondiale WBA, perdendo all'11º round per KO dal nicaraguense Eddie Gazo.
Non ha mai combattuto un incontro fuori dai confini del Giappone. Ha concluso la carriera con la percentuale del 65,8% di vittorie ottenute prima del limite sul totale dei combattimenti sostenuti(25 su 38). Nel 1994 la rivista The Ring lo ha collocato al 3º posto in una propria classifica dei migliori pesi medi junior della storia del pugilato.

### Dopo il ritiro
Come molti altri pugili giapponesi, Wajima è diventato un personaggio televisivo di successo ed è apparso in programmi di gioco e in drammi televisivi. Ha recitato nel film Tokyo Fist (1995) di Shin'ya Tsukamoto.
È stato eletto Presidente del Consiglio della boxe del Giappone orientale ed ha fondato la sua palestra a Tokyo.
Wajima si è anche battuto politicamente per affermare l'innocenza e chiedere la scarcerazione dell'ex pugile Iwao Hakamada, condannato a morte per strage. Grazie anche alla sua azione, oltre che alla scoperta di nuove prove e della falsificazione di quelle a suo tempo introdotte dall'accusa, Hakamada fu rilasciato dopo 45 anni di detenzione.